# 카라칼파크어 위키백과

카라칼파크어 위키백과는 카라칼파크어로 운영되는 위키백과 언어판이다. 2008년에 시작되었다. 기호는 kaa이다.